# 莱普拉斯
莱普拉斯（法語：Les Places，法語發音：[le plas]）是法国厄尔省的一个市镇，位于该省西部，属于贝尔奈区。

## 地理
莱普拉斯（49°9'8"N, 0°24'52"E）面积1.93 平方千米，位于法国诺曼底大区厄尔省，该省份为法国北部内陆省份，北起滨海塞纳省，西接奧恩省和卡爾瓦多斯省，南至厄尔-卢瓦省，东临瓦兹省、瓦兹河谷省和伊夫林省。
与莱普拉斯接壤的市镇（或旧市镇、城区）包括：洛泰勒里、方丹拉卢韦、皮安库尔。

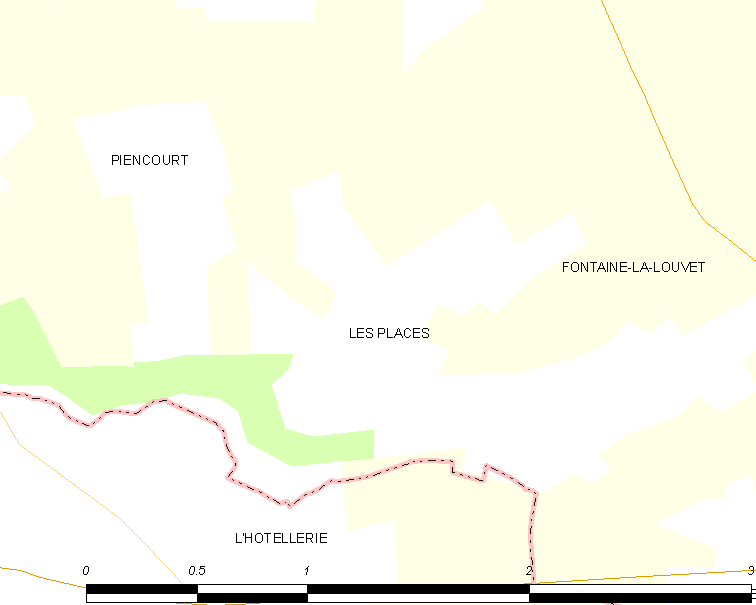
莱普拉斯的OSM定位图

莱普拉斯的时区为UTC+01:00、UTC+02:00（夏令时）。

## 行政
莱普拉斯的邮政编码为27230，INSEE市镇编码为27459。

## 政治
莱普拉斯所属的省级选区为伯兹维尔县。

## 人口

1962-2008年间莱普拉斯人口变化图示

莱普拉斯于2022年1月1日时的人口数量为74人。